# Вернон (горы)
Ве́рнон (греч. Βέρνο, макед. Вич, Нередска планина) — горы на севере Греции. Высочайшая вершина — гора Ви́ци (греч. Βίτσι) высотой 2128 метров над уровнем моря. Расположены на границе периферийных единиц Флорина и Кастория в периферии Западная Македония. Место ожесточённых боев в ходе Гражданской войны в Греции 1946—1949 годов. Здесь обитает малочисленная популяция бурого медведя.
На склоне горы работает горнолыжный центр «Вици».
В верхней части горы находятся альпийские луга, ниже — буковый лес, внизу — дубрава.